# Clathria macroisochela
Clathria macroisochela är en svampdjursart som beskrevs av Claude Lévi 1993. Clathria macroisochela ingår i släktet Clathria och familjen Microcionidae. Inga underarter finns listade i Catalogue of Life.